# Katakomben der Freiheit
Katakomben der Freiheit (portugiesisch: Os Subterrâneos da Liberdade) ist eine Roman-Trilogie des brasilianischen Schriftstellers Jorge Amado, die – in Paris, Moskau und Prag geschrieben – 1954 in São Paulo erschien. Die Übertragung ins Deutsche von A. T. Salatrégui kam 1955 sowie 1958 als Nachauflage im Verlag Volk und Welt heraus.
Brasilien 1937 bis 1940: Der Bankier José Costa Vale fürchtet um seinen Besitz. Er wähnt, die von den Kommunisten angestifteten Habenichtse wollen ihn enteignen. Zusammen mit der Millionärin Comendadora da Tôrre – das ist eine Fabrikbesitzerin – und dem Großgrundbesitzer Venâncio Florival will er den brasilianischen Kommunisten – diesem Häuflein Idealisten – den Garaus machen. Geheimpolizeiliche Verfolgung, Festnahme, hochnotpeinliche Marter und mehrjähriges Gefängnis auf Fernando de Noronha sind alltägliche Mittel in diesem Überlebenskampf der drei erwähnten Repräsentanten der Großbourgeoisie.
Mit dem Romantitel sind verborgene Orte in Brasilien gemeint, an denen Mitglieder der Kommunistischen Partei Brasiliens (KPB) ab November 1937 gegen den „Neuen Staat“ des Diktators Getúlio Vargas kämpfen. Im Band I der zweibändigen deutschen Ausgabe des Romans erzählt Jorge Amado beispielsweise über eine illegale Druckerei: „Ein Greis und ein Jüngling, der alte Orestes und der junge Jofre, bewachten die Druckerei des Volkes; das Alter und die Jugend schmiedeten die Zukunft in den Katakomben der Freiheit.“

## Stalinismus
Die Protagonistin Mariana – kommunistische Lichtgestalt im Roman – wird von ihrem todkranken Vater auf den Klassenkampf vorbereitet. Der Sterbende erzählt ihr „von der Sowjetunion, von Lenin und Stalin“. Am Grabe des Vaters sagt wenig später ein der trauernden Tochter unbekannter Redner: „Die Fahne, die er [der nun Tote] mutig vorangetragen hat, die Fahne von Marx, Engels, Lenin und Stalin, wird vom Proletariat immer weiter vorangetragen werden bis zum Sieg.“ Und das Sowjetvolk wird als jenes erwähnt, „das froh an einer neuen Welt baut.“
Jorge Amado räumt ein: „Die Katakomben gehören zu jener Phase in meinem Leben, in der ich Stalinist war.“ So wird mancher moderne Leser bereits den ersten der zwei dickleibigen Bände pikiert beiseitelegen, spätesten, nachdem er gelesen hat: „Zé Pedro... las in einem Werk von Stalin... Begierig verschlang er die Worte, als suche er in dem Buch des großen Führers des Sowjetvolkes Antwort auf die Fragen, die...“ Oder: Der Arbeiter Joâo will „auf ein langes Leben des Genossen Stalin, der den Kampf der Werktätigen der Erde von seinen fernen Arbeitsräumen im Kreml leitet“, trinken. Und noch ein Highlight: „Denken Sie nur an Stalin. Wer in der Welt arbeitet mehr als er? Er trägt die Verantwortung für das Wohl von Millionen Menschen. Kürzlich habe ich ein Gedicht über ihn gelesen, darin schildert der Poet, wie in Moskau, im Kreml, spät in der Nacht, wenn schon alles schläft, noch immer ein Fenster erleuchtet ist – Stalins Fenster. Das Glück seines Vaterlandes und seines Volkes gestatten ihm keine Ruhe.“
Alle zitierten Textstellen stammen aus Band I. Im zweiten Band trägt Jorge Amado noch dicker auf. Die Geduld des Lesers wird auf eine harte Probe gestellt; dazu nur ein Beispiel: „Er wußte, die Partei war klüger als ein einzelner Mensch, und seine tägliche Erfahrung hatte ihm bewiesen, daß die Partei immer recht hatte.“

## Inhalt
I
Der adelige Getúlio-Vargas-Gegner Artur Macedo da Rocha wäre unter Armando Sales Justizminister geworden. Doch letzterer ist nicht an die Macht gekommen. Der Witwer Artur sorgt sich um seinen Sohn Paulo. Der junge Botschaftssekretär wurde wegen einer skandalösen Frauengeschichte aus der Republik Kolumbien nach Rio zurückbeordert. Seit dem Tod seiner Frau Angela war Artur das Haus des Bankiers José Costa Vale zum zweiten Heim geworden. Vales Frau Marieta hatte die Halbwaise Paulo großgezogen. Nun ist die 43-Jährige, deren kränkelnder Gatte mit seinen Banken und Fabriken beschäftigt ist, dem blasierten jungen Diplomaten, der Literaturgeschichte studiert hat, „mit allen Sinnen verfallen“. Vergebliche Liebesmüh; er wendet sich der anziehenden, wesentlich jüngeren Manuela zu.
Auf einer Abendgesellschaft Costa Vales gibt der Hausherr die Eindrücke seiner letzten Europareise zum Besten. Der Bankier erkennt „Hitlers Leistung“ an. Artur beobachtet, die Gäste – darunter der namhafte Mediziner Prof. Dr. Alcebiades de Morais, der Großgrundbesitzer Senator Venâncio Florival aus Mato Grosso und der fette Poet Cesar Guilherme Shopel – lauschen ehrfurchtsvoll. Nur die alte Comendadora da Tôrre – Witwe eines portugiesischen Industriellen – bleibt unbeeindruckt. Die alte Frau hat als Waschfrau begonnen und ist zur reichsten Fabrikbesitzerin Brasiliens aufgestiegen. Ihren Comendadora-Titel hat sie sich gekauft. Wegen ihrer Kinderlosigkeit werden die beiden Nichten erben. Die Comendadora sähe gerne den adeligen Paulo als Gatten einer ihrer Nichten. Zwar wehrt sich Vater Artur innerlich gegen das Ansinnen, doch um die Finanzen der Familie da Rocha steht es schlecht. Der Hausherr geht zeitig zu Bett. Zuvor wird nach dem Thema Europa noch das Verhältnis Getúlio Vargas’ zu den Integralisten durchgenommen. Artur hält wenig von deren Haupt Plínio Salgado.
Neben dem Machtstreben oben skizzierter gesellschaftlicher Oberschicht kommen auch Karrieren von deren Anhängseln zur Sprache; zum Beispiel der Aufstieg des vormals unbedeutenden Handlungsgehilfen Lucas Puccini zum Beamten. Lucas wird von seinem ehemaligen Schulfreund Eusébio Lima protegiert. Der höhere Staatsbeamte Lima bereichert sich an den Gewerkschaftern. Als Arbeiter in São Paulo gegen Getúlio Vargas demonstrieren, lässt Lima auf sie schießen. Ein Arbeiter wird erschossen. Puccinis Schwester Manuela lässt sich – im Schlepptau des steil aufstrebenden Bruders – als Tänzerin ausbilden. Paulo verspricht der jungen Manuela die Ehe. Der Leser weiß aus einem Gespräch Paulos mit dem frömmelnden Poeten Shopel, die angehende Tänzerin ist lediglich als Geliebte interessant. Paulo will die steinreiche Rosinha da Tôrre ehelichen.
Kampf gegen Getúlio Vargas, der in einem Staatsstreich die Verfassunggebende Versammlung davongejagt hat, ist angesagt. Führende Kommunisten, wie Carlos und Zé Pedro, lehnen den adeligen Artur entschieden ab, weil der feine Herr gegen die Bewaffnung der Arbeiter ist. Die Phalanx der kommunistischen Untergrundkämpfer erscheint als überschaubar. Getúlio Vargas hat die meisten einsperren lassen. Einer seiner erfahrensten und auch rührigen Büttel – Barros, Chef der politischen Polizei – macht quer durch den Roman Jagd auf Kommunisten; brüstet sich mit der Aufzählung perverser Folterpraktiken.
Die Liebe der 22-jährigen Textilarbeiterin  Mariana de Azevedo zu dem KP-Funktionär João – eigentlich heißt er Aguinaldo Penha – wird einprägsam erzählt. Das Paar heiratet. Mariana, pflichtbewusst bis nahe an die Selbstaufgabe, ist in die Fußstapfen ihres von Barros gemeuchelten kommunistischen Vaters getreten. Als Mitglied des Streikkomitees in einer Fabrik der Comendadora da Tôrre hatte Mariana einen Bestechungsversuch der durchtriebenen Fabrikbesitzerin kaltblütig zurückgewiesen. Der an Schwindsucht langsam dahinsterbende Kommunist Ruivo, Parteisekretär von São Paulo, nimmt Mariana unter seine Fittiche. Mariana steigt zum Kurier auf. In dieser Vertrauensposition sind ihr sämtliche Anschriften führender Kommunisten in São Paulo bekannt. Diese furchtlosen Untergrundkämpfer haben einen Sympathisanten – den Architekten Marcos de Souza. Seine Villa dient als Anlaufpunkt. De Souza unterstützt die Kommunisten finanziell.
Etliche Handlungsstränge durchziehen das Werk: Einer, der sich um den Journalisten Abelardo Saquila rankt, gehört zu den bedeutenderen, weil er im Band II fortgeführt wird. Der „Salonbolschewist“ Saquila wird als trotzkistischer Abweichler aus den Reihen der Kommunisten ausgestoßen. Zu dieser Gruppe ausgestoßener Kleinbürgern gehört auch noch der Polizeispitzel Camaleão (Chamäleon), der den São Pauloer Standort der illegalen Druckerei an Barros verraten und somit den Tod des Mestizen Jofre Ramos und seines anarchokommunistischen Mitstreiters Orestes auf dem Gewissen hat. Jofre hatte vor seinem Tode Mariana vor der Entdeckung durch Barros bewahrt. Die junge Frau lebt als Kurier überhaupt gefährlich. Als sie einen Geheimpolizisten im Nacken vermutet, springt sie aus der fahrenden Straßenbahn und hat darauf eine Fehlgeburt.
Ebenfalls über beide Bände hinweg wird vom Kampf gegen die Ausbeutung der kriegswichtigen Manganvorkommen  am Rio Salgado in Mato Grosso erzählt. Eine Expedition mit Prospektoren wird von der einheimischen verarmten Landbevölkerung am Fluss zurückgeschlagen. Der Kommunist José Gonçalo hat als im brasilianischen Busch untergetauchter Einzelkämpfer den Widerstand organisiert. Großgrundbesitzer Venâncio Florival aus der Nachbarschaft ist gegen den Widerstand machtlos. Sowohl die Gringos als auch die Deutschen schielen begehrlich auf die Vorkommen. Bankier Costa Vale hat von Getúlio Vargas die Lizenz zur Ausbeute der Vorkommen erhalten und schickt Shopel als Strohmann vor.
Erwähnt werden muss noch die Geschichte vom Streik der Schauerleute in Santos. Getúlio Vargas will Franco eine Schiffsladung Kaffee schenken. Die Hafenarbeiter beladen das Nazischiff aus Deutschland nicht. Während der Auseinandersetzungen kommt ein Schauermann ums Leben. Bei seiner Beerdigung wird die schwangere Negerin Ignacia, eine Widerstandskämpferin, von Kavallerie niedergeritten und stirbt. Unter anderen war der Polizeichef Barros von der Comendadora da Tôrre zu der Untat angestachelt worden.
II
Es kommt, wie es kommen muss. Die kleinbürgerlich-keusche Manuela lässt sich in ihrer Arglosigkeit von Paulo schwängern. Die talentierte Tänzerin wird, wie in Band I angekündigt, nicht geheiratet. Denn der junge Diplomat steht unmittelbar vor einem glänzenden Geschäftsabschluss. Er wird seine Verlobte Rosinha, die Nichte der Comendadora, ehelichen. Zwar demütigt die Fabrikbesitzerin den jungen Herrn während der Verhandlung zum Ehekontrakt in ihrer direkt-ordinären Waschfrauensprache, doch Geld stinkt nicht.
Jorge Amado führt neben den bereits bekannten Abelardo Saquila und dem Polizeispitzel Camaleão (siehe oben) noch den karrieristischen „Kommunisten“ Heitor Magalhães ein. Das ist der Sohn eines kleinen Beamten, ein arbeitsloser, weil unbegabter Arzt in São Paulo, der als Trotzkist und einflussreichster Spalter nach Saquila wegen Untreue als Partei-Kassierer aus der KPB ausgestoßen wird und sich für den Rauswurf furchtbar rächt. Heitor Magalhães verrät zusammen mit Camaleão etliche Kommunisten an Barros. Der Chef der politischen Polizei lässt die Ende September 1938 Inhaftierten martialisch foltern.
Manuelas Bruder Lucas Puccini ersucht den Bankier Costa Vale vergeblich um Kredit für seine dubiosen Geschäftsideen. Trotzdem ist der Aufstieg Puccinis unaufhaltsam. Den Grundstein dazu legt er während eines erfolglosen Putsches der Integralisten. Getúlio Vargas bleibt auch dank Puccinis schwungvollen Einsatzes an der Macht und protegiert den treuen Gefolgsmann. Später muss Costa Vale den Aufstieg Puccinis in den engeren Kreis des Finanzkapitals zur Kenntnis nehmen und wird zugänglicher. Der Bankier führt den jungen Aufsteiger bei der Comendadora ein. Deren ledige Nichte Alina soll verheiratet werden.
Als Manuela dem Bruder ihre „Verfehlung“ beichtet, überredet der Karrierist die eigene Schwester zur Abtreibung. In der Klinik lernt Manuela eine Leidensgenossin kennen: Mariana. Aus der Bekanntschaft wird mit der Zeit Freundschaft. Manuela wendet sich sowohl von Paulo als auch von ihrem Bruder ab und den Kommunisten zu. Höhepunkt dieser Hinwendung ist die Liebesgeschichte von Manuela zu dem wesentlich älteren Architekten Marcos de Souza. Jorge Amado bietet dem Leser ein Happy End. Nach seiner Freilassung – der Architekt war eingekerkert worden – wird Marcos im Frühherbst 1940 Manuela heiraten.
Paulos Vater, der ehemalige Getúlio-Vargas-Gegner Artur Macedo da Rocha, nicht in die oben genannte Verschwörung gegen Getúlio Vargas involviert, wird unter dem Diktator Justizminister. Gegen Romanende tritt er zurück und praktiziert wieder als Rechtsanwalt in São Paulo.
Die Geschichte zur Ausbeutung der Manganvorkommen am Rio Salgado in Mato Grosso kommt – wie bereits angedeutet – im Band II ausführlich zur Sprache. Bankier Costa Vale und sein Helfershelfer Venâncio Florival bekommen zwar von den Mestizen am Fluss, angeleitet durch die Kommunisten, Sperrfeuer. Einmal aber geht den alteingesessenen Siedlern die Munition aus. Die Sieger – allen voran der Bankier – feiern zusammen mit den finanzkräftigen US-Amerikanern  die Nacht durch und fliegen morgens aus Mato Grosso nach São Paulo zurück.
Paulo geht in diplomatischer Mission mit seiner Frau Rosinha nach Paris. Das Ehepaar betrügt sich in der Seine-Metropole gegenseitig. Paulo erlebt den Marsch der Wehrmacht auf Paris. Von Marieta hat er sich längst losgesagt. Die darob tief deprimierte Bankiersgattin wird von ihrem Gatten mit Erfolg an ihre repräsentativen Pflichten als Ehefrau erinnert.
Mariana bringt einen Sohn zur Welt. Dem Geheimpolizisten Barros gelingt die Festnahme von über vierzig Kommunisten, darunter Ruivo und Joâo. Mariana übernimmt die KPB-Bezirksleitung in São Paulo. Bei ihrer Arbeit kann sie lediglich auf eine Handvoll Leute zurückgreifen. Joâo wird zu acht Jahren Haft verurteilt. Mariana, ungebrochen, kämpft weiter. Am 7. November 1940 dringt die Unerschrockene durch einen Zufall ins Gerichtsgebäude vor, verfolgt den Prozess gegen Prestes und bringt lauthals ein Vivat auf den Kommunistenführer aus. Dafür wandert die junge Mutter ins Gefängnis.

## Rezeption
- Pablo Neruda springt für seinen langjährigen Freund Jorge Amado in die Bresche: Die Enthüllungen auf dem XX. Parteitag der KPdSU hatten auch Jorge Amado die Augen geöffnet und er habe sich hernach auf seine Art vom Stalinismus verabschiedet – mit Gabriela wie Zimt und Nelken, einem „von Sinnlichkeit... überschäumenden Meisterwerk“.[14]
- Alfred Antkowiak kritisiert die „farblosen, künstlerisch ziemlich unglaubwürdigen Figuren“. Zudem sei der Text „auf lange Strecken hin schematisch glattgehobelt“.[15]
- Ronald Daus nennt das Werk den letzten marxistischen Roman Jorge Amados.[16] Die Dominanz kommunistischer Propagandaklischees in dieser „fast ausschließlich politischen Abhandlung“ ist unübersehbar.[17]
- Jorge Amado stelle die Kommunisten als weitgehend makellose „Übermenschen“ dar.[18]
- Tobias Gunst schreibt im Oktober 2013 bei literaturkritik.de, Jorge Amado habe sich später von dem „politisch-propagandistischen Pamphlet“ mit „pro-kommunistischen, ja teilweise stalinistischen Impetus“ distanziert.[19]

## Deutschsprachige Literatur

### Erstausgabe
- Jorge Amado: Katakomben der Freiheit. Roman. Erster Band. Aus dem Portugiesischen übertragen von A. T. Salatrégui. Mit Holzschnitten von Renina Katz. Volk und Welt, Berlin 1955. 657 Seiten (verwendete Ausgabe)
- Jorge Amado: Katakomben der Freiheit. Roman. Zweiter Band. Aus dem Portugiesischen übertragen von A. T. Salatrégui. Mit Holzschnitten von Renina Katz. Volk und Welt, Berlin 1955. 673 Seiten (verwendete Ausgabe)

### Sekundärliteratur
- Erhard Engler: Jorge Amado. Der Magier aus Bahia. edition text + kritik. S. 150–153 (Reihe Schreiben andernorts, Hrsg. Renate Oesterhelt) München 1992, 180 Seiten, ISBN 3-88377-410-3